# Shue Ming-shu
Shue Ming-shu (nascido em 15 de junho de 1940) é um ex-ciclista taiwanês que competiu no ciclismo nos Jogos Olímpicos de Verão de 1964 e 1968.